# Partido Comunista de Tayikistán
El Partido Comunista de Tayikistán (en tayiko: Ҳизби Кумунистии Тоҷикистон, Hizbi Komunistii Tojikiston; en ruso: Коммунистическая партия Таджикистана) es un partido político tayiko fundado en 1992 sobre las bases del Partido Comunista de la RSS de Tayikistán, que gobernó la República Socialista Soviética de Tayikistán entre 1924 y 1990. Forma parte de una organización escindida de la Unión de Partidos Comunistas, dirigida por Oleg Shenin.
El partido centra sus objetivos en la construcción económica y social del país después de la guerra civil en el marco de una sociedad tradicional basada en el colectivismo, la ayuda mutua y el respeto a la tradición y a los valores familiares. El partido se opone a la opresión nacional estatal y se muestra a favor de las ideas de la paz, la justicia, la igualdad, la fraternidad, la cooperación y la ayuda mutua. Aunque el partido no apoya al gobierno presidido por Emomali Rahmon, se ha señalado que trabaja en forma conjunta con el gobernante Partido Democrático Popular de Tayikistán en varios distritos.
En las Elecciones presidenciales de Tayikistán de 2013, el partido presentó como candidato a Ismoil Talbakov, quien quedó en segundo lugar con el 4,99% de los votos. En las elecciones parlamentarias de 2010 alcanzó el tercer puesto, logrando el 7,01% de los sufragios y 2 escaños en la Asamblea de Representantes.

## Presidentes
| Número | Presidente        | Periodo                 | Periodo                 |
| Número | Presidente        | Inicio                  | Final                   |
| ------ | ----------------- | ----------------------- | ----------------------- |
| 1°     | Shodi Shabdolov   | 1991                    | 2 de julio de 2016      |
| 2°     | Ismoil Talbakov   | 2 de julio de 2016      | 17 de diciembre de 2016 |
| 3°     | Mirzoazim Nasimov | 17 de diciembre de 2016 | 22 de abril de 2017     |
| 4°     | Miroj Abdulloyev  | 22 de abril de 2017     | Presente                |